# Țintești
Țintești là một xã thuộc hạt Buzău, România. Dân số thời điểm năm 2002 là 4537 người.